# A Ray of God's Sunshine
A Ray of God's Sunshine è un cortometraggio muto del 1913. Il nome del regista non viene riportato nei credit.

## Produzione
Il film fu prodotto dalla Essanay Film Manufacturing Company.

## Distribuzione
Distribuito dalla General Film Company, il film - un cortometraggio di una bobina - uscì nelle sale cinematografiche USA il 30 settembre 1913.